# Grote Scheidegg
De Grote Scheidegg is een 1962 meter hoge bergpas in het Zwitserse Berner Oberland. De pasweg vormt de verbinding tussen Grindelwald in het Lütschental en Meiringen in het Haslital. Ten zuiden van de pashoogte verrijst de Wetterhorn (3701 m) in het noorden de Schwarzhorn (2928 m).
De weg is van Grindelwald tot de Rosenlaui afgesloten voor gemotoriseerd verkeer. Er geldt een uitzondering voor de busdienst en voor de bewoners van het gebied. De Grote Scheidegg is vanwege het weinige verkeer populair onder wielrenners. In 1999 werd de bergpas voor het eerst opgenomen in het programma van de Ronde van Zwitserland.
Hoewel er op de pashoogte geen skiliften aanwezig zijn, is deze het grootste deel van de winter bereikbaar met de busdienst. In dit seizoen is het mogelijk van de Grote Scheidegg met de slee af te dalen naar de Schwarzwaldalp (1454 m).
De Grote Scheidegg wordt minder bezocht en is minder goed ontsloten dan zijn 99 meter hogere naamgenoot de Kleine Scheidegg. Deze westelijker gelegen pas ligt ten noorden van het Jungfraumassief en vormt de verbinding tussen Grindelwald en Wengen.
Albrun · Albula · Alpe Gesero · Bernina · Brünig · Chasseral · Croix · Ferret · Flüela · Forclaz · Furka · Furggu · Gemmi · Glas · Glaubenberg ·  Glaubenbüelen · Gries · Grimsel · Grote Scheidegg · Grote St.-Bernhard · Gurnigel · Gueulaz · Jaun · Julier · Klausen · Kleine Scheidegg · Kunkel · Lenzerheidepas · Livigno · Lukmanier · Maloja · Moosalp · Morgins · Mosses · · Saanenmöser · Neggia · Nufenen · Oberalp · Ofen · Pillon · Planches · Pragel · San Bernardino · Sanetsch · Schallenberg · Simplon · Sint-Gotthard · Splügen · Susten · Umbrail · Vue des Alpes · Wolfgang